# Sant Feliu de Surri
Sant Feliu de Surri és una antiga ermita, romànica, del poble de Surri, en el terme municipal de Vall de Cardós, a la comarca del Pallars Sobirà, dins de l'antic terme de Ribera de Cardós.
Les seves restes estan situades a uns 600 metres al nord-nord-est de Surri, a prop i al nord-est de la Central del Pubill, al damunt, sud-oest, de les Feixes de Pubillero.